# Majnat eller den druknede kvinde
Majnat eller den druknede kvinde (russisk: Майская ночь, или Утопленница) er en sovjetisk film fra 1952 af Aleksandr Rou.

## Medvirkende
- Nikolaj Dosenko som Levko Makogonenko
- Tatjana Konjukhova som Hanna Petritjenkova
- Aleksandr Khvylja som Evtukh Makogonenko
- Lilija Judina
- Galina Grigorjeva